# Palaeopsylla smiti
Palaeopsylla smiti är en loppart som beskrevs av Peus 1965. Palaeopsylla smiti ingår i släktet Palaeopsylla och familjen mullvadsloppor. Inga underarter finns listade i Catalogue of Life.